# Женская психология
Женская психология (Psychology of Women) — это отдельное направление современной западной психологии. 
Женская психология занимает женскую позицию и стремится разоблачить мужскую предвзятость в содержании и методах основной психологии и противостоять искажению и патологизации женского опыта и поведения.

## Возникновение и развитие
С момента создания человеческого общества женщины, как и мужчины, обладали независимой психической деятельностью и соответствующим образом влияли на свое поведение. Однако до появления женской психологии люди мало что понимали о женской психике, и их исследования витали на периферии основной психологии, всегда анализируя женщин и объясняя их психическую деятельность с мужской точки зрения, а психологические проблемы женщин никогда не получали адекватного, научного внимания. Женская психология появилась в США в начале 1970-х годов на фоне бурно развивающегося женского движения. Хотя изучение женской психологии как самостоятельной дисциплины существует всего несколько десятилетий, интерес к ней и ее изучение насчитывают долгую историю, проходящую через следующие процессы.

### Ранние исследования
Вундт, открывший новую эру в психологии, в значительной степени оставил женскую психологию вне своей конструктивистской системы. Во второй половине 19 века под влиянием дарвиновской эволюционной теории психологи-функционалисты занимались психологией половых различий в своих исследованиях психологии или функций организмов в адаптации к окружающей среде, но первым, кто объединил дарвиновскую эволюционную теорию с психологическими исследованиями, был британский психолог Гальтон, который основал Психология индивидуальных различий. Позже ученые из зарождающейся американской функционалистской психологии использовали тесты, чтобы дополнить описание психологических характеристик женщин. Однако исследования этого периода были фрагментарными и не затрагивали в явном виде тему женской психологии. Одним из наиболее систематических и влиятельных исследований женской психологии является психоаналитическая теория Фрейда. Эта теория является типично «фаллоцентрической» и делает большой акцент на превосходстве мужского органа. Фрейд также считал, что женщины обладают такими слабостями личности, как нарциссизм, комплекс неполноценности, тщеславие, ревность и пассивность, и что эти слабости определяются отсутствием фаллической физиологии. Все это проявления явной мужской предвзятости в теории Фрейда. Исследование женской психики Фрейдом было в первую очередь поставлено на службу его психоаналитической теории, в значительной степени ориентированной на мужчин, и изучалось не ради женщин. Теория полностью стерла роль социокультурных детерминант и оказала негативное влияние на научное понимание особенностей и законов женской психики. Как видно, изучение женской психологии до 1970-х годов все еще находилось за пределами мейнстрима психологии, а психологическим проблемам женщин не уделялось достаточного внимания и они не изучались широко.

### Возникновение женской психологии
Женская психология возникла на основе знаний, накопленных во многих смежных дисциплинах. Среди них — развитие биологических наук, которые дали более широкий доступ к сходствам и различиям между двумя полами с точки зрения генетики, анатомии и физиологической активности, а также, благодаря их развитию в медицине, к пониманию женских менструаций, беременности и родов. Развитие социальных наук, таких как история, лингвистика, социология и этика, прояснило социальные атрибуты женщин, исторические корни женских проблем и адаптацию женских гендерных ролей в различных культурах, что в конечном итоге заложило косвенную теоретическую основу для возникновения женской психологии.
Возникновение женской психологии было тесно связано с развитием феминистского движения. Феминистское движение принято делить на три фазы, также известные как три волны. Первая волна — со второй половины XVIII в. до 1920-х гг. Этот этап феминистского движения был связан с ранним буржуазным идеологическим просветительским движением, которое боролось за права человека и выступало против теократии; отстаивало науку; настаивало на разуме и противостояло суевериям. Все больше и больше женщин получали право голоса, женское образование получило широкое распространение, а женская занятость значительно увеличилась. Вторая волна относится к женскому движению 1960—1980-х годов. Эта волна была направлена на искоренение гендерных различий и рассматривала их как основу для подчинения женщин мужчинам. Во время второй волны феминистского движения также произошел бум женских исследований. Расширение доступа женщин к высшему образованию после Второй мировой войны и растущее чувство субъективности и женственности подтолкнули это социально-политическое движение в мир культуры, сосредоточившись в академической области женских исследований, которая была создана академическим феминизмом. Третья волна относится к женскому движению после 1980-х годов, возникшему под влиянием постмодернистского движения по мере развития постиндустриального общества в западных странах и характеризующемуся стремлением ниспровергнуть не только патриархальный порядок, но и основы, на которых базировалось традиционное феминистское движение. Она утверждает необходимость расширения коннотаций гендера, объединяя его с такими вопросами, как раса, нация и класс. Таким образом, можно сказать, что женская психология зародилась в первой волне феминистского движения, возникла и развивалась во второй волне, и получила дальнейшее развитие в третьей волне.

### Развитие женской психологии
В 1960-х годах феминистки активно действовали в университетских кампусах США, предлагая курсы, связанные с женщинами, что привело к росту интереса к изучению женской психологии в области психологии. 1969 год ознаменовался созданием первой академической организации женщин-психологов в США — Федерации женщин-психологов. была официально учреждена. К 1970-м годам женская психология была признана в качестве субдисциплины в области психологии, и в 1973 году Американская психологическая ассоциация, национальный орган по психологии в США, учредила свое 35-е отделение, Отдел женской психологии, ознаменовав начало новой главы. Осенью 1976 года были созданы и изданы два психологических журнала, посвященных женщинам и гендерным вопросам, а именно «Female Psychology Quarterly» и «Gender Roles». Кроме того, в значительном количестве специализированных журналов появились научные статьи по феминистской психологии, и постепенно женская проблематика вышла на первый план в психологии. За этим последовало изучение и развитие женской психологии в других странах мира, таких как Советский Союз, Великобритания и Япония. Кроме того, некоторые непсихологические ученые в области фольклора, культуры, социологии и даже теоретики женской психологии провели много исследований по изучению женщин, включая женское образование, женскую этику и женскую социологию, что способствовало осознанию психологами необходимости изучения женской психологии.

## Субъекты исследования[2]
Женская психология — это изучение всех явлений, связанных с женской психикой, и законов, управляющих возникновением, развитием и изменением этих психологических явлений. Она представляет собой применение основных принципов психологии к изучению женских проблем и рассматривает женские психологические вопросы путем интеграции гендерных и социальных факторов. Результаты ее исследований будут применяться во всех сферах жизни общества, помогая женщинам улучшить собственные условия существования и развития, а также служа повышению качества жизни и эффективности работы женщин. В частности, женская психология изучает психологические различия между полами, уникальную психологию женщин и социальную психологию женщин.

### Психологические различия между полами
Гендерные различия — мать женской психологии и важная часть женской психологии. Отличительной особенностью современных исследований гендерных различий является то, что психологические различия между полами, вызванные социальными факторами, стали ядром исследований в этой области. Основные направления исследований включают культурную специфику и универсальность способа, степени и содержания половых психологических различий, а также изучение возрастной специфики женских психологических изменений в развитии.

### Характерная женская психика
Уникальная психология женщин фокусируется на психологических явлениях женщин в особые периоды, такие как менструация, беременность, выкидыш и роды, которые уникальны для женщин и являются результатом физиологических явлений, и являются важными элементами женских психологических исследований.

### Психосоциальные аспекты женщин
Психологические явления не возникают изолированно, а тесно связаны с социальными, историческими и культурными условиями. Женская социальная психология является важной частью женской психологии, которая включает в себя женскую психологию брака и семьи, женскую психологию межличностных отношений, женское психическое здоровье, женскую психологию преступности и женскую психологию лидерства.

## Текущее состояние[3]
На Западе существуют два современных направления исследований женской психологии. Одна из них — распространенная в настоящее время женская психология, в которой доминируют женщины-исследователи и которая имеет феминистские ценности, придерживается общих методов исследования, поощряет качественные исследования, расширяет выборку за пределы белого среднего класса, фокусируется на опыте женщин, пытается расширить права и возможности женщин и приводит к действиям, которые могут способствовать гендерному равенству. Другая — традиционная гендерно-дифференцированная психология или женская психология, которая настаивает на изучении женских психологических проблем в сравнении с мужскими и на популярных сейчас объективных мерах и статистике данных, и которая, хотя и претендует на гендерную нейтральность, подсознательно предубеждена против женщин и молчит перед лицом женских психологических вызовов. Женщины-психологи создали женско-ориентированную психологию, которая добавляет гендерное измерение к существующим психологическим исследованиям, включает женские и связанные с женщинами темы, такие как репродуктивная психология, сексуальные домогательства и изнасилования, и делает женский опыт законной областью изучения в психологии, раскрывая законы психологии более полно и достоверно. Внимание уделяется спектру физических и психологических проблем женщин, подвергающихся домашнему насилию, а также женской психотерапии, например, достигнуты большие успехи в решении проблем психологии избитых женщин (низкая самооценка, высокая депрессия и тревожность, чувство стыда).
Исследования в области женской психологии показали, что существуют различия в психологии, поведении и личности мужчин и женщин, каждый из которых имеет свои особенности и сильные стороны. В настоящее время женская психология занимается не только различиями в психических процессах мужчин и женщин и различиями в вербальном интеллекте, но и развитием и гендерной дифференциацией женской психики, женским психическим здоровьем, женскими эмоциями и мотивацией достижения. Результаты исследований последнего десятилетия в основном касались гигиены женского психического здоровья, социализации женской гендерной роли, женской криминальной психологии, развития женской уверенности в себе, развития женской карьеры, а также вводной оценки западной женской психологии. В частности, психологические исследования женской личности утверждают, что личностные черты женщин являются результатом синергии различных факторов, среди которых социокультурная среда играет очень важную роль, и что личностные черты являются движущей частью того, что составляет психологические качества женщин, непосредственно влияя на успех карьеры женщин и их собственную эмансипацию.

## Будущее развитие

### При изучении женской психики будут использоваться различные методы исследования
Как отмечают некоторые женщины-психологи, «феминистская критика науки привела к призывам использовать разнообразные методы исследования, которые включают дискурс-анализ, демографические методы, экзистенциальные и феноменологические методы, интервью, нарративные исследования, методы перформанса и так далее». Женщины — неоднородная и разнообразная группа, и помимо пола на психологическое поведение женщин влияют такие факторы, как страна, этническая принадлежность, раса, класс, социальный слой, возраст и т. д. Поэтому необходимо уважать различия и разнообразие и выражать их в методах психологического исследования. Женщины-психологи ценят качественные методы анализа, такие как интервью и устные истории, которые позволяют женщинам-испытуемым описывать и концептуализировать свой собственный опыт своими словами. Женская психология должна интегрировать количественные и качественные аналитические методы для изучения жизненного опыта женщин и использовать многочисленные методы для повышения валидности результатов исследований, чтобы приблизить результаты психологических исследований к реальности жизни женщин.

### Женская психология будет меняться вместе с социальными и психологическими парадигмами
Трансформация психологии и общества требует, чтобы женская психология сознательно преодолела теоретические и методологические границы концептуальных систем эпистемологии, чтобы получить более точное и всестороннее понимание человеческой психики. Исследования показали, что приток публикаций, научных журналов, диссертаций, тем исследований и приложений социальной политики по вопросам женского лидерства, женщин и гендера за последние 30 лет демонстрирует решимость и уверенность женщин-психологов изменить парадигму психологических исследований.

### Женская психология сосредоточится на повышении своего дисциплинарного статуса и расширении междисциплинарного общения и диалога
Основная причина, по которой женская психология не оказала большого влияния на основную психологию, заключается в том, что основная психология рассматривает женскую психологию как «нелегитимную науку». Кроме того, женской психологии необходимо преодолеть недостаток междисциплинарного общения и отсутствие полевых и натурных исследований. Хотя современная женская психология использует многие лучшие и законные элементы научной и постмодернистской психологии, современная женская психология должна продолжать укреплять свой обмен и диалог с различными психологическими теориями, а также разрушать дисциплинарные границы и вступать в диалог с другими дисциплинами. Его развитие также зависит от совершенствования и развития всех смежных дисциплин.